# Supersypnoides flavipuncta
Supersypnoides flavipuncta là một loài bướm đêm trong họ Noctuidae.